# 촌 오복이
촌 오복이는 한국에서 제작된 임원직 감독의 1961년 영화이다. 황정순 등이 주연으로 출연하였고 엄정섭 등이 제작에 참여하였다.

## 출연

### 주연
- 황정순
- 이민자
- 김승호
- 김희갑

## 제작진
- 조명: 이한찬